# Эсслин, Мартин
Мартин Джулиус Эсслин (англ. Martin Julius Esslin; род. 6 июня 1918, Будапешт, Австро-Венгрия — умер 24 февраля 2002, Лондон, Великобритания) — уроженец Венгрии, британский радиопродюсер, драматург, журналист, переводчик, критик, академический учёный и профессор драматургии, известный тем, что в 1961 году в своей книге «Театр абсурда» ввёл термин «театр абсурда». Эту работу называют «самым влиятельным театральным текстом 1960-х годов».

## Жизнь и работа
Эсслин родился в Будапеште и в юном возрасте переехал с семьей в Вену. Изучал философию и английский язык в Венском университете, а затем учился на режиссёра у Макса Рейнхардта в Семинар Макса Рейнхардта драматического искусства в 1928 году; его однокурсником был актёр Мило Спербера. Еврей по происхождению (но не еврей по вероисповеданию), он бежал из Австрии после Аншлюса 1938 года, на год поселившись в Брюсселе, а затем перебравшись в Англию
Этот атрибут «абсурда» не был принят многими драматургами, связанными с этим направлением. Драматург Эжен Ионеско заявил, что не любит ярлыков.
Ахмад Камьяби Маск критиковал Эсслина за якобы «колониалистское» качество этого названия для авангардного театра.
Однако его творчество вдохновило других драматургов, таких как Сэмюэл Беккет, Артур Адамов, Жан Жене и Гарольд Пинтер (а также Ионеско).
В 1940 году Эсслин начал работать на BBC, выступая в качестве продюсера, сценариста и диктора. В 1963—1977 годах он возглавлял BBC Radio Drama, до этого работая во внешней Европейской службе. Позднее он получил должность руководителя отдела радиодраматургии, на которой пытался воплотить в жизнь свою мечту о «национальном театре в эфире». В это время он и его команда BBC также перевели множество иностранных произведений на английский язык. После ухода с BBC он занимал высокие научные должности в Университете штата Флорида с 1969 по 1976 год и в Стэнфордском университете с 1977 по 1988 год.
В 1977 году Эсслин присоединился к магическому театру в качестве первого резидента-драматурга в американском театре — должность, которая сегодня является неотъемлемой для американских новых драматических театров
Среди работ, которые он адаптировал и перевёл с немецкого языка в период с 1967 по 1990 год, были многие пьесы Вольфганга Бауэра. Среди оригинальных работ Эсслина — «Театр абсурда» (1962), «Абсурдная драма» (1965), «Брехт: выбор зла» (1959), «Анатомия драмы» (1976), «Населенная рана: работа Гарольда Пинтера» (1970), Artaud (1976) и The Age of Television (1981), The Field of Drama (1987), а также ряд других эссе, статей и рецензий.